# Чёрный ислам
Чёрный ислам (порт. Islão negro) — концепция португальского колониализма, сложившаяся в девятнадцатом веке и просуществовавшая как релевантная до конца двадцатого, согласно которой ислам, исповедовавшийся чернокожими жителями колоний, был смешан с локальными обычаями и верованиями, и имел ряд отличий от «ортодоксального» ислама.

## История

### Предпосылки
Португальская концепция «чёрного ислама» испытала немалое влияние «Islam noir», схожего по содержанию французского взгляда на африканский ислам, сложившейся в среде колониальных офицеров в Западной Африке. Одна из первых работ в этой области, «Из французской Сенегамбии», была написана Фредериком Каррере и Полем Холле в 1885 году. В 1884 году Луи Ринн, глава Департамента туземных дел, написал трактат о суфийских братствах. Другим разработчиком концепции был подполковник Поль Марти, французский военный и чиновник, автор ряда трудов об исламе в Сенегале, Гвинее, Судане, Кот д’Ивуаре, Нигере и других областях. По его мнению, «белый» и фанатичный ислам арабов отличался от «чёрного» африканского ислама — толерантного, синкретического, неортодоксального и впитавшего в себя африканские обычаи. Французская концепция ставила знак равенства между «чёрным исламом» и суфизмом. Само же обозначение специфически африканского ислама «islam noir» пережило колониальную империю и встречалось в академической литературе вплоть до конца XX века.

### Содержание
Распространённым среди португальских чиновников было мнение о том, что ислам был принят африканцами в результате особой «пластичности» их характера, происходившей от «духовных и биологических смешений». «Гармоническое физическое смешение», по мнению некоторых из них (например, Бранквинхо), происходило первым, когда арабы, индусы и персы брали себе африканских жён и «основывали новую, улучшенную и более благородную расу». В ходе же смешения духовного, происходившего после, «ортодоксальный» ислам становился «синкретическим», переплетаясь с африканскими обычаями. Залогом успеха ислама в Африке считалось то, что проповедники использовали «психологическую слабость» чернокожих, якобы принимавших ислам как средство социального роста, а не искренне уверовав в его постулаты.
Сведения об исламе, которыми оперировали португальские колониальные чиновники, были довольно ограниченными: в отличие от французов, например, они не принимали в расчёт суфизм как самостоятельную традицию. Он, между тем, был крайне распространён в португальском же Мозамбике. Признание их существования вошло в концепцию «islão negro» только после того, как в 1960-х годах этнографы из Высшего института социальных наук и зарубежной политики предоставили данные о существовании в стране суфийских братств, а колониальные чиновники (например, Бранквинхо и Фернандо Амаро Монтейро) стали упоминать о суфиях в собственных работах.